# Norrala-Trönö församling
Norrala-Trönö församling är en församling i Hälsinglands södra kontrakt i Uppsala stift. Församlingen bildar eget pastorat och ligger i Söderhamns kommun i Gävleborgs län.

## Administrativ historik
Församlingen bildades 2013 när Trönö församling uppgick i Norrala församling, som samtidigt namnändrades till Norrala-Trönö församling och utgör sedan dess ett eget pastorat.

## Kyrkor
- Norrala kyrka
- Trönö gamla kyrka
- Trönö nya kyrka
- Vågbrokyrkan